# Henleophytum
Henleophytum là một chi thực vật có hoa trong họ Malpighiaceae.

## Loài
Chi Henleophytum gồm các loài: